# ريك دودلي
ريك دودلي هو لاعب هوكي الجليد كندي، ولد في 31 يناير 1949 في تورونتو في كندا.

## وصلات خارجية
- ريك دودلي على موقع دوري الهوكي الوطني (الإنجليزية)
- ريك دودلي على موقع قاعة مشاهير الهوكي (لاعب أن.إتش.أل) (الإنجليزية)
- ريك دودلي على موقع EliteProspects.com (الإنجليزية)
- ريك دودلي على موقع HockeyDB.com (الإنجليزية)
- ريك دودلي على موقع Hockey-Reference.com (الإنجليزية)